# Michail Tjipurin

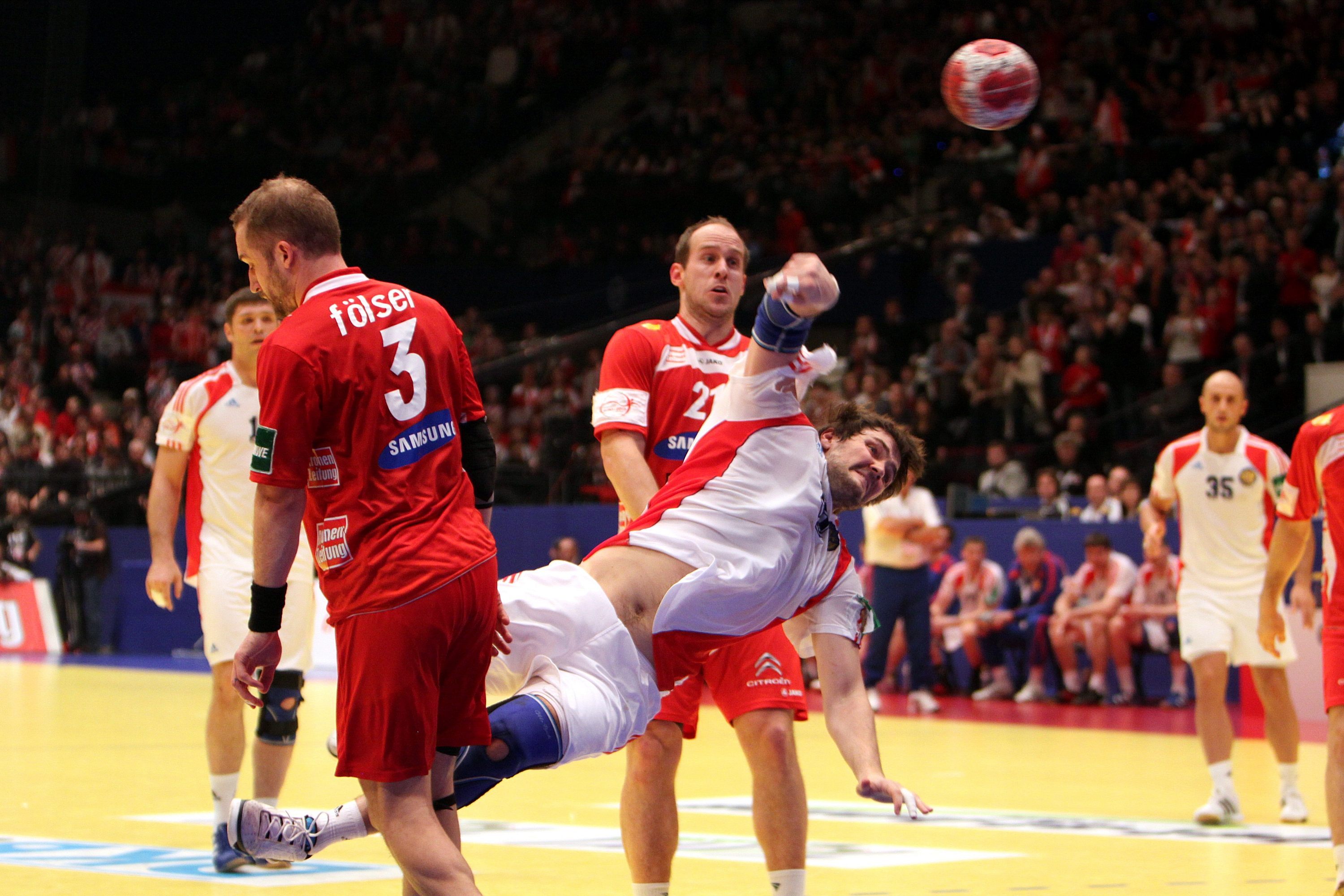
Michail Tjipurin vid EM 2010 i Österrike.

Michail Aleksejevitj Tjipurin (ryska: Михаил Алексеевич Чипурин), född 17 november 1980 i Moskva, Sovjetunionen, är en rysk tidigare handbollsspelare (mittsexa). Han spelade 105 landskamper och gjorde 497 mål för Rysslands landslag, från år 2000 till 2017. Hans främsta landslagsmerit blev OS-bronset 2004 i Aten.

## Klubbar
- RK CSKA Moskva / Tjechovskije Medvedi (–2013)
- RK Vardar (2013–2015)
- US Ivry HB (2015–2017)